# Слюсарев, Николай Андреевич
Николай Андреевич Слюсарев — советский хозяйственный и политический деятель.

## Биография
Родился в 1924 году в станице Прочноокопской. Член КПСС.
В 1941—1942 гг. — слесарь ростовского завода «Красный арсенал», слесарь-монтажник Армавирского мясокомбината.
Участник Великой Отечественной войны: моторист 904-го штурмового авиационного полка, авиамеханик 175-го гвардейского штурмового авиаполка ГСОВГ.
Окончил Ростовский финансово-экономический институт.
В 1954—1957 гг. — заместитель директора Спас-Клепикского техникума, ассистент Ростовского финансово-экономического института.
В 1957—1973 гг. — инструктор, заведующий отделом Армавирского горкома КПСС.
В 1973—1981 гг. — первый секретарь Армавирского горкома КПСС.
Делегат XXV съезда КПСС.
Умер в 1981 году в Армавире.

## Награды
- Орден Трудового Красного Знамени (дважды)